# 12 novembre 1951
Le lundi 12 novembre 1951 est le 316e jour de l'année 1951.

## Naissances
- Fayza Abouelnaga, femme politique égyptienne
- Isabel Arvide, journaliste et auteure mexicaine
- Michael van Walt van Praag, professeur néerlandais de droit international
- Patrick Sabatier, animateur, présentateur de radio et de télévision
- Pie Tshibanda, psychologue, écrivain et conteur congolais

## Décès
- Konstantin Biebl (né le 26 février 1898), poète tchèque
- Pierre-Victor Dautel (né le 19 septembre 1873), sculpteur français

## Événements
- Création de la gare de Kubokawa au Japon